# Theater arsenaal

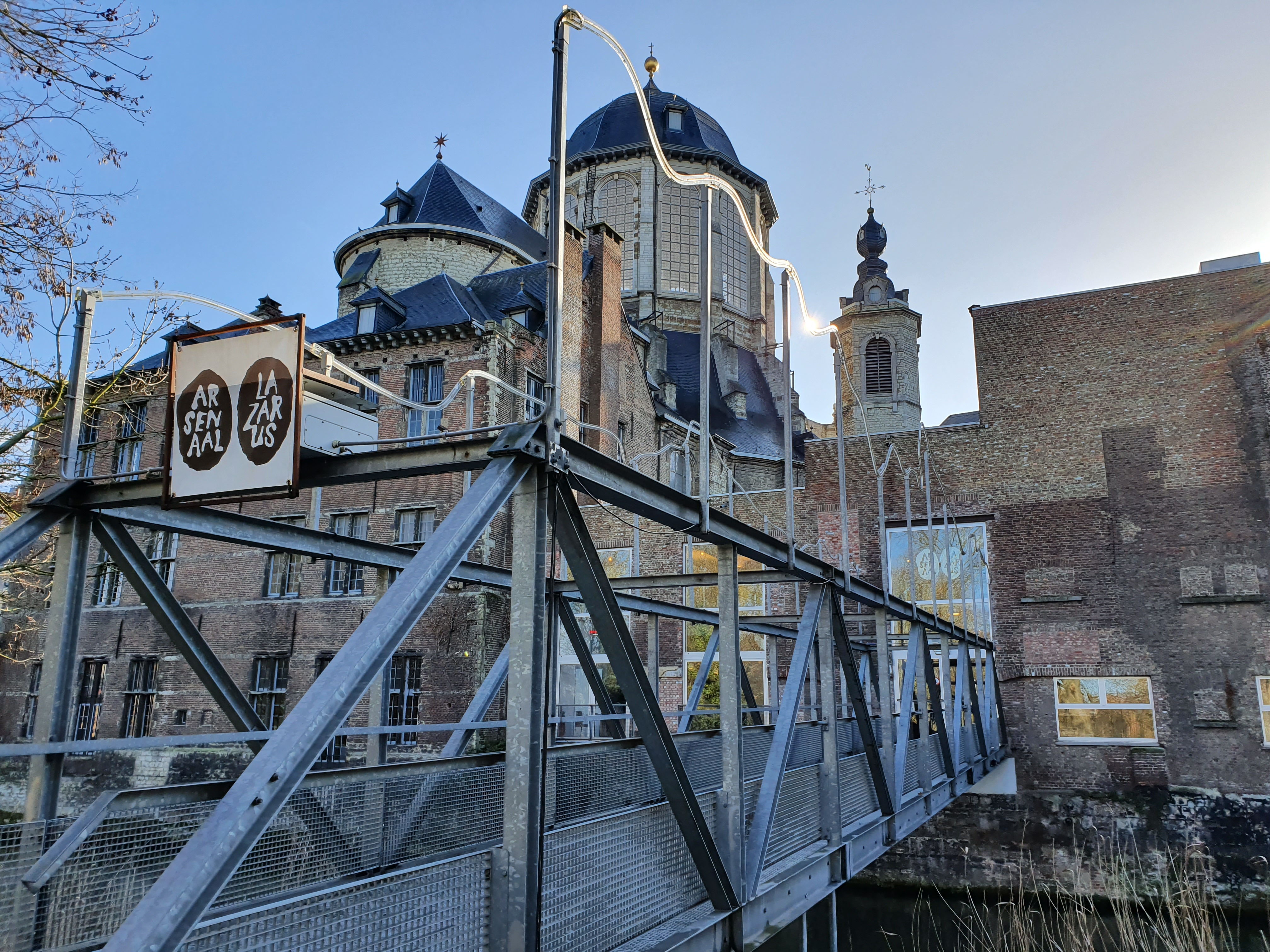
Ingang van theater arsenaal via de Kruidtuin in Mechelen

Theater arsenaal, voorheen  't Arsenaal en ARSENAAL/LAZARUS, is het theatergezelschap in Mechelen waarin het vroegere Mechels Miniatuur Teater (MMT) in het seizoen 2002-2003 opgegaan is. theater arsenaal is gevestigd aan de Hanswijkstraat in Mechelen en heeft daar twee theaterzalen ter beschikking die aan de achterzijde, via een brug over de Dijle, uitgeven in de Kruidtuin. 
Deze vernieuwingsoperatie gebeurde onder impuls van voormalig directeur Guido Wevers. In 2006 werd deze laatste opgevolgd door de jonge auteur en theatermaker Michael De Cock. 
Tot hun markantere producties behoren:
- Une liaison pornographique
- Hoffmann
- PUIN
- de remake van De kollega's
- FEBAR (Koorts / Fièvre)
- Hitler is dood van Stijn Devillé
- De Pruimelaarstraat

Sinds 1 januari 2017 is LAZARUS huisgezelschap van theater arsenaal in Mechelen waar het, samen met Willy Thomas, het artistieke beleid bepaalt. LAZARUS bestaat uit Günther Lesage, Joris Van den Brande, Pieter Genard, Ryszard Turbiasz en Koen De Graeve.
In de periode 2023-2027 komt het gezelschap onder de artistieke sturing te staan van Willy Thomas en Sarah Eisa.